# Edme-Sébastien Jeaurat

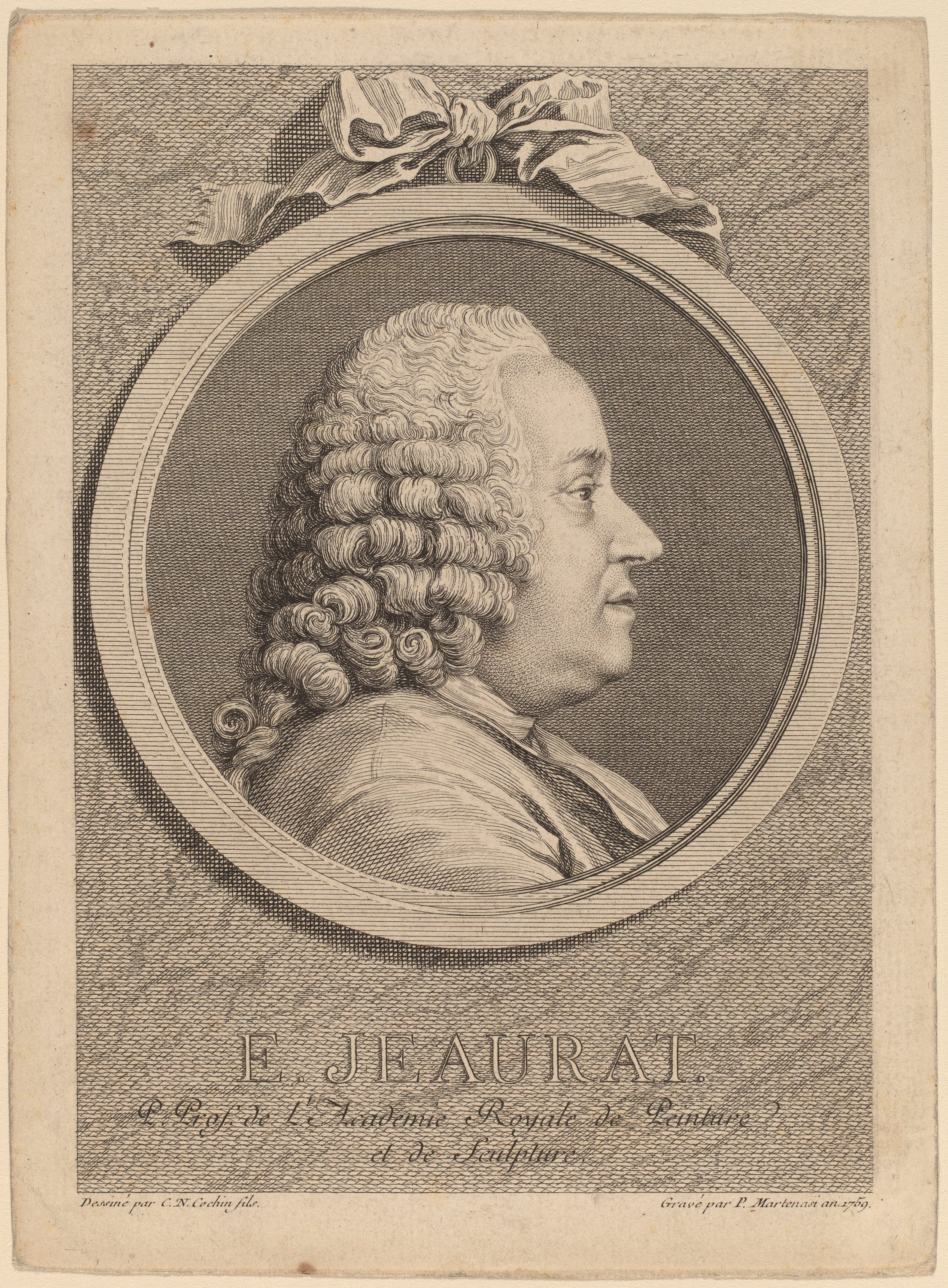
Edme-Sébastien Jeaurat, 1759

Edme-Sébastien Jeaurat (* 14. September 1725 in Paris; † 7. März 1803 ebenda) war ein französischer Astronom.

## Leben
Edme-Sébastien Jeaurat wurde als Sohn von Edme Jeaurat, einem französischen Kupferstecher, in Paris geboren. Sein Großvater mütterlicherseits, Sébastien Le Clerc, sowie sein Onkel Étienne Jeaurat und sein Bruder Nicolas Henri Jeaurat de Bertry waren ebenfalls als Künstler tätig. Demzufolge ging auch Edme-Sébastien Jeaurat in seiner Jugend diesem Metier nach, so wurde er mit einer Medaille der Académie royale de peinture et de sculpture ausgezeichnet und veröffentlichte im Jahre 1750 ein Essay zum Thema Perspektive („Essai de perspective à l’usage des artistes“). Zugleich wurde er von einem Freund der Familie, einem Astronom der Académie des sciences, in Mathematik unterrichtet.
Ab 1749 arbeitete Jeaurat als eine Art Ingenieurgeograph unter der Leitung von César François Cassini de Thury an einem von König Ludwig XV. beauftragten Projekt, das die Kartographie Frankreichs zum Ziel hatte („Carte de Cassini“). Diese Anstellung verließ er jedoch im Jahre 1753 und unterrichtete fortan Mathematik an der École militaire. In der Folge begann er, sich unter dem Einfluss von Jérôme Lalande mit Astronomie zu befassen und errichtete ein Observatorium an der École militaire. Im Laufe der folgenden Jahre berechnete er Umlaufbahnen und Oppositionen, wobei er sich insbesondere dem Planeten Jupiter zuwandte sowie 1759 den Halleyschen Kometen beobachtete. Ab 1770 wirkte er am Pariser Observatorium, bevor er 1776 bis 1787 die Veröffentlichung der Connaissance des temps von Lalande übernahm. Darüber hinaus veröffentlichte er eine Karte von 64 Sternen der Plejaden.
1763 wurde Jeaurat in die Académie des sciences aufgenommen, bevor man ihn 1783 als auswärtiges Mitglied in die American Academy of Arts and Sciences wählte. Zudem ernannte man ihn 1796 zum Mitglied des wiederhergestellten Institut de France, nachdem er seine Anstellung und seine Pension im Zuge der Französischen Revolution verloren hatte. Ferner kehrte er auch ans Pariser Observatorium zurück und verbrachte dort seine letzten Lebensjahre.
Jeaurat verstarb am 7. März 1803 in Paris.